# Diecezja Rumbek
Diecezja Rumbek (łac. Dioecesis Rumbekensis) – rzymskokatolicka diecezja ze stolicą w Rumbek w Sudanie Południowym, wchodząca w skład metropolii Dżuba.

## Historia
Wikariat apostolski Rumbek utworzył 3 lipca 1955 bullą Quandoquidem arcano papież Pius XII. W skład nowego wikariatu weszły wówczas tereny należące do wikariatów apostolskich Behr el Gebel (obecnie archidiecezja Dżuba), Bahr el-Ghazal (obecnie diecezja Wau) oraz prefektury apostolskiej Mupoi (diecezja Tombura-Yambio). Paweł VI bullą Cum in Sudania wyniósł 12 grudnia 1974 wikariat Rumbek do rangi diecezji. W 1986 część terytorium diecezji w Rumbuk przyłączona została do nowej diecezji Yei.

## Terytorium
Diecezja obejmuje swym zasięgiem terytorium stanu Lakes oraz część stanu Warrap. Siedziba miejscowego ordynariusza znajduje się w mieście Rumbek. Terytorium diecezji to 58,003 km². Diecezja podzielona jest na 73 parafie. W 2011 na terenie diecezji pracowało 11 misjonarzy. W 2007 liczyła 108,000 wiernych, co stanowiło 2,3% lokalnej ludności.

## Administratorzy i ordynariusze
| L.p. | Lata rządów                      | Imię i nazwisko         | Informacje dodatkowe |
| ---- | -------------------------------- | ----------------------- | -------------------- |
| 1.   | 3 lipca 1955 − 10 maja 1960      | Ireneus Wien Dud †      | wikariusz apostolski |
| 2.   | 24 czerwca 1976 − 17 lipca 1982  | Gabriel Dwatuka Wagi †  | biskup diecezjalny   |
|      | 1982 − 1998                      | Sede vacante            |                      |
| 3.   | 5 listopada 1998 − 16 lipca 2011 | Cesare Mazzolari MCCI † | biskup diecezjalny   |
|      | 2011 − 2021                      | Sede vacante            |                      |
| 4.   | 2022 – 2024                      | Christian Carlassare    | biskup diecezjalny   |
|      | od 2024                          | Sede vacante            |                      |

## Statystyka
| rok  | ludność    | ludność     | ludność | kapłani | kapłani     | kapłani | kapłani                 | diakoni | zakonnicy | zakonnicy | parafie |
| rok  | ochrzczeni | mieszkańców | %       | liczba  | diecezjalni | zakonni | ochrzczonych na kapłana | diakoni | mężczyzn  | kobiet    | parafie |
| ---- | ---------- | ----------- | ------- | ------- | ----------- | ------- | ----------------------- | ------- | --------- | --------- | ------- |
| 1968 | ?          | ?           | ?       | 11      |             |         | ?                       |         |           |           |         |
| 1980 | 101,139    | 865,000     | 11,7    | 10      | 9           | 1       | 10,113                  |         | 2         | 6         | 11      |
| 1988 | 34,500     | 526,226     | 6,6     | 1       |             | 1       | 34,500                  |         | 1         |           | 6       |
| 1999 | 48,000     | 1,900,000   | 2,5     | 26      | 3           | 23      | 1,846                   |         | 26        | 15        | 15      |
| 2000 | 54,000     | 2,800,000   | 1,9     | 31      | 4           | 27      | 1,741                   |         | 31        | 27        | 37      |
| 2001 | 59,000     | 2,800,000   | 2,1     | 31      | 4           | 27      | 1,903                   |         | 33        | 37        | 42      |
| 2002 | 65,000     | 3,200,000   | 2,0     | 31      | 4           | 27      | 2,096                   |         | 35        | 40        | 42      |
| 2003 | 76,000     | 3,800,000   | 2,0     | 32      | 5           | 27      | 2,375                   |         | 37        | 41        | 73      |
| 2004 | 89,000     | 3,800,000   | 2,3     | 33      | 5           | 28      | 2,696                   |         | 39        | 46        | 73      |
| 2010 | 150,000    | 4,444,605   | 3,4     | 10      | 29          | 39      | 3,846                   |         | 41        | 60        | 137     |
| 2012 | 150,000    | 4,697,000   | 3,2     | 8       | 17          | 25      | 6,000                   |         | 23        | 35        | 24      |
| 2014 | 157,600    | 4,987,000   | 3,2     | 9       | 11          | 20      | 7,880                   |         | 18        | 35        | 11      |